# Hirvisaari (ö i Södra Savolax, S:t Michel, lat 61,87, long 26,85)
Hirvisaari är en halvö i Finland. Den ligger i sjön Puula och i kommunen Kangasniemi i den ekonomiska regionen  S:t Michel och landskapet Södra Savolax, i den södra delen av landet, 210 km nordost om huvudstaden Helsingfors. Öns area är 0,7 hektar och dess största längd är 160 meter i nord-sydlig riktning.